# Stelviopas

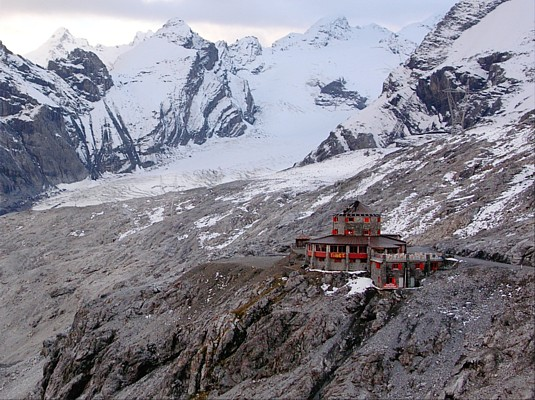
Uitzicht op het Ortler Massief

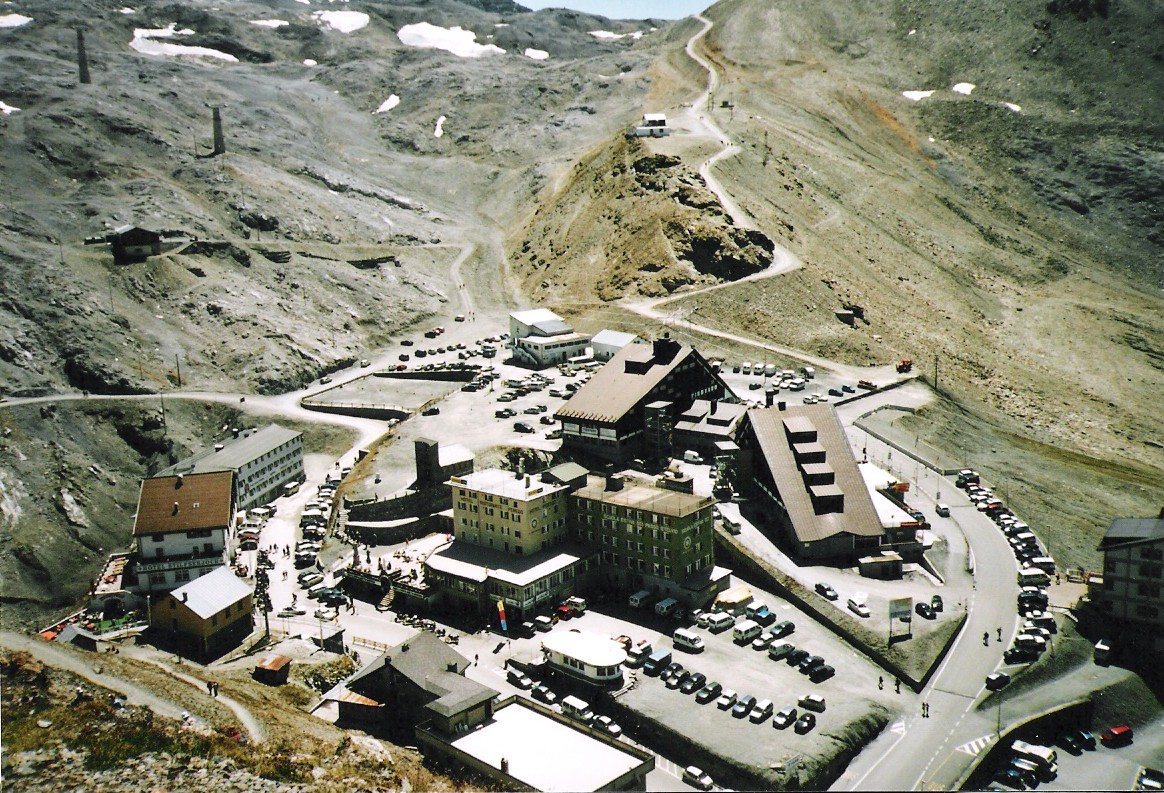
Uitzicht op de pashoogte

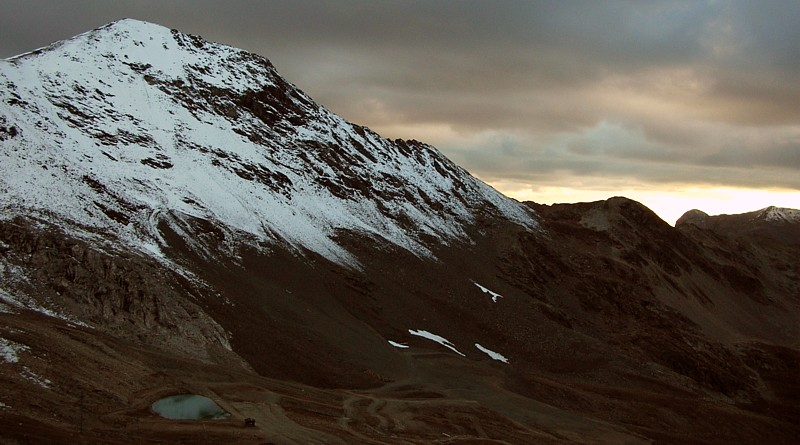
Monte Scorluzzo bij zonsondergang

De Passo dello Stelvio (Duits: Stilfserjoch) is een op 2758 meter hoogte gelegen bergpas in de Italiaanse Alpen. De bergpas is vooral bekend vanwege wieleretappes in de Ronde van Italië. De Stelvio is een van de hoogste verharde bergpassen in de Alpen; onder andere de Col de l'Iséran is hoger. De Col de la Bonette is lager, maar doordat er bovenaan de col nog een extra lus ligt wordt deze door sommigen als hoger beschouwd.

## Ligging
De Stelviopas ligt op de grens van de Italiaanstalige provincie Sondrio en het Duitstalige Zuid-Tirol. Ten oosten van de pas liggen de Ortler Alpen met als hoogste punt de Ortler en nog dichterbij de Monte Livrio waar op de gletsjers gedurende de zomer geskied wordt. In het noorden ligt de Dreisprachenspitze, het ontmoetingspunt van drie talen: Italiaans, Duits en Reto-Romaans. Ten slotte ligt in het zuiden de Monte Scorluzzo die als een van de gemakkelijkst te beklimmen drieduizenders geldt. De pas ligt in het hart van het Nationaal Park Stelvio, een van de oudste (1936) en grootste nationale parken van Europa. Nog geen drie kilometer van de pashoogte, in de afdaling naar Bormio, ligt de zijweg naar de Umbrailpas, de hoogste berijdbare pas van Zwitserland die vanaf daar nog slechts tweehonderd meter verwijderd is.

## Geschiedenis
Begin 19de eeuw wilde Ferdinand I van Oostenrijk een weg aanleggen die Val Venosta direct verbond met Milaan dat toen onder Oostenrijks bewind stond. De weg moest lopen over het bergzadel ten noordwesten van de Ortler. Ingenieur Carlo Donegani uit Brescia, die al eerder de Splügenpas aanlegde, kreeg de taak de weg vorm te geven. In 1822 werd met de bouw begonnen. Amper drie jaar later was de weg voltooid. Tot 1915 werd de Stelviopas het gehele jaar bereden door koetsen. Gedurende de winter werd de weg door sneeuwscheppers berijdbaar gehouden. Anno 2019 is de pas echter voor verkeer gesloten van eind oktober tot begin mei. Gedurende de Eerste Wereldoorlog vonden er zware gevechten plaats op de pas tussen het Italiaanse en Oostenrijkse leger. Vanaf 1918 waren beide zijden van de pashoogte Italiaans. De Stelviopas was niet langer meer de belangrijke verbinding Milaan-Wenen en werd hierdoor net als de andere hoge passen 's winters afgesloten. Na de Tweede Wereldoorlog vestigde Giuseppe Pirovano van de Club Alpino Italiano hier een skischool en was het mogelijk er 's zomers op de uitgestrekte gletsjers te skiën. Anno 2019 staan er op de pashoogte verschillende grote hotels en gaan er diverse skiliften verder het gebergte in. De geldautomaat van de Banco Popolare di Sondrio is de hoogst gelegen geldautomaat van Europa.

## Wielersport
De Stelvio is een van de zwaarste beklimmingen in de wielersport vanwege de lengte en het hoogteverschil van de klim. De klim vanuit Prato Allo Stelvio kent 48 haarspeldbochten die vanaf de boomgrens (en de top) goed zichtbaar zijn.
In de Ronde van Italië is de Stelvio (tot en met de editie van 2020) twaalf keer verreden; de eerste keer was in 1953. Viermaal lag de aankomst van een Giro-etappe op de berg. De Stelvio wordt lang niet ieder jaar in het parcours opgenomen, aangezien de pas in het voorjaar nog gesloten kan zijn vanwege sneeuwval. In 1988, 2013 en 2024 maakte de Stelvio aanvankelijk deel uit van het Giro-parcours, maar werd vanwege slecht weer en sneeuwval uiteindelijk alsnog geschrapt.
In 1965 werd in de Ronde van Italië de Cima Coppi ingevoerd, een bonusprijs voor de eerste renner die het hoogste punt van de ronde bereikt. Alle keren dat de Stelvio sindsdien in het parcours zat, was het ook het hoogste punt van de ronde en dus het toneel van de Cima Coppi. De prijs is vernoemd naar de meervoudig Giro-winnaar Fausto Coppi, die bij de eerste Stelvio-beklimming in 1953 als eerste bovenkwam.

#### Giro-etappes met de Stelvio in het parcours
| Jaar | Etappe | Startplaats    | Finishplaats     | Eerste op Stelvio    | Nationaliteit |
| ---- | ------ | -------------- | ---------------- | -------------------- | ------------- |
| 1953 | 20e    | Bolzano        | Bormio           | Fausto Coppi         | Italië        |
| 1961 | 20e    | Trento         | Bormio           | Charly Gaul          | Luxemburg     |
| 1965 | 20e    | Madesimo       | Stelviopas       | Graziano Battistini  | Italië        |
| 1972 | 17e    | Livigno        | Stelviopas       | José Manuel Fuente   | Spanje        |
| 1975 | 21e    | Alleghe        | Stelviopas       | Francisco Galdós     | Spanje        |
| 1980 | 20e    | Cles           | Sondrio          | Jean-René Bernaudeau | Frankrijk     |
| 1984 | 18e    | Geannuleerd    | Geannuleerd      | Geannuleerd          | Geannuleerd   |
| 1988 | 15e    | Geannuleerd    | Geannuleerd      | Geannuleerd          | Geannuleerd   |
| 1994 | 15e    | Merano         | Aprica           | Franco Vona          | Italië        |
| 2005 | 14e    | Egna           | Livigno          | José Rujano          | Venezuela     |
| 2012 | 20e    | Val di Sole    | Stelviopas       | Thomas De Gendt      | België        |
| 2013 | 19e    | Geannuleerd    | Geannuleerd      | Geannuleerd          | Geannuleerd   |
| 2014 | 16e    | Ponte di Legno | Martello         | Dario Cataldo        | Italië        |
| 2017 | 16e    | Rovetta        | Bormio           | Mikel Landa          | Spanje        |
| 2020 | 18e    | Pinzolo        | Laghi di Cancano | Rohan Dennis         | Australië     |
| 2024 | 16e    | Geannuleerd    | Geannuleerd      | Geannuleerd          | Geannuleerd   |

## Trivia
- Top Gear besliste in seizoen 10 aflevering 1 dat de weg van Davos naar de Stelviopas de beste autoweg ter wereld is.
- De Alfa Romeo Stelvio is naar de Stelviopas genoemd, net als de Moto Guzzi Stelvio motorfiets.